# Kościół Świętych Apostołów Piotra i Pawła w Trlągu
Kościół Świętych Apostołów Piotra i Pawła w Trlągu – rzymskokatolicki kościół parafialny należący do parafii pod tym samym wezwaniem (dekanat mogileński archidiecezji gnieźnieńskiej).
Obecny kościół w stylu późnogotyckim powstał w 2. połowie XV wieku. W latach 1570–1595 świątynia należała do braci czeskich. W 1935 roku świątynia została rozbudowana: została wyburzona nawa północna, a zamiast niej zostało dostawione nowe prezbiterium (stare zostało przekształcone w kaplicę). Budowla jest murowana, wybudowana z cegły o układzie gotyckim. W ścianie południowej jest umieszczony gotycki portal i późnorenesansowe epitafium Łukasza Wilczyńskiego z Wilczyna i jego małżonki Doroty. Wnętrze nakryte jest płaskim stropem, z kolei zakrystię nakrywa sklepienie ostrołukowe. Do zabytków kościoła można zaliczyć: kamienną chrzcielnicę z XVI wieku, XIX-wieczny ludowy krucyfiks, rokokową monstrancję i kielich (z XVIII wieku).